# La Carte du ciel
Pour les articles homonymes, voir Carte du Ciel.
La Carte du ciel est une œuvre de Jean-Pierre Raynaud. C'est l'une des œuvres d'art de la Défense, en France.

## Description
L'œuvre est située au sommet de la Grande Arche. La dalle de ce sommet contient quatre patios ; le sol de chacun de ces patios comporte une partie d'un zodiaque, présentant les douze signes astrologiques.

## Historique
L'œuvre est installée en 1989.